# Gryon monspeliense
Gryon monspeliense är en stekelart som först beskrevs av François Picard 1924.  Gryon monspeliense ingår i släktet Gryon och familjen Scelionidae. Inga underarter finns listade i Catalogue of Life.